# سيرج غنابري
سيرج ديفيد غنابري (تُلفظ بالألمانية: [sɛɐ̯ʃ gɐˈnabʁiː]، 
نطق فرنسي: [sɛʁʒ ɲabʁi]
؛ مواليد 14 يوليو 1995) هو لاعب كرة قدم ألماني يلعب في مركز الجناح مع نادي بايرن ميونخ والمنتخب الألماني.
بدأ جنابري مسيرته المهنية في إنجلترا مع أرسنال في الدوري الإنجليزي الممتاز، حيث شارك لأول مرة كمحترف في سبتمبر 2012. كما قضى فترة قصيرة على سبيل الإعارة مع وست بروميتش ألبيون قبل أن يعود إلى ألمانيا للانضمام إلى فيردر بريمن في عام 2016. في عام 2017، وقع مع بايرن ميونخ قبل إعارته إلى هوفنهايم لموسم 2017–18. في 2018–19، موسمه الأول مع بايرن ميونيخ، فاز بلقب الدوري الألماني وحصل على لقب أفضل لاعب في الموسم.
بعد مشاركته مع ألمانيا في مختلف مستويات الشباب، شارك جنابري لأول مرة دوليًا في نوفمبر 2016 في مباراة تصفيات كأس العالم 2018 ضد سان مارينو، وسجل هاتريك في الفوز 8–0.

## النشأة
ولد جنابري في شتوتغارت، بادن–فورتمبيرغ، لأب إيفواري وأم ألمانية. في شبابه، كان جنابري عداءًا موهوبًا ولكنه في النهاية اختار كرة القدم على سباقات المضمار والميدان.

## مسيرته الكروية

### أرسنال
وافق نادي جنابري السابق في شتوتغارت على صفقة بقيمة 100,000 جنيه إسترليني مع نادي أرسنال في الدوري الإنجليزي الممتاز في عام 2010، لكنه اضطر إلى الانتظار حتى عام 2011، عندما كان عمره 16 عامًا، للانضمام إلى النادي الإنجليزي. انضم جنابري رسميًا إلى أرسنال في موسم 2011–12. لعب لفريق تحت 18 سنة لمعظم الموسم ولكن تم ترقيته بعد ذلك إلى الفريق الاحتياطي بعد أداءه رائعة. بحلول نهاية الموسم، لعب جنابري ست مباريات وسجل هدفين.

#### وست بروميتش ألبيون (إعارة)
في 7 أغسطس 2015، انضم جنابري إلى وست بروميتش ألبيون على سبيل الإعارة لمدة موسم لاكتساب خبرة الفريق الأول. شارك لأول مرة كبديل في الخسارة 3–2 أمام تشيلسي في 23 أغسطس 2015. في يناير، تم استدعاؤه من إعارته بعد أن غاب عن المشاركة مع الفريق الأول في وست بروميتش. أنهى موسم 2015–16 بمشاركة واحدة في الدوري ومشاركتين في كأس الرابطة.

### فيردر بريمن
في 31 أغسطس 2016، وقع جنابري مع فيردر بريمن في الدوري الألماني مقابل رسوم انتقال بلغت 5 ملايين جنيه إسترليني. أراد مدرب أرسنال أرسين فينغر تمديد عقد جنابري في أرسنال قبل انتقاله، لكن عدم مشاركته في الفريق الأول جعلت من جنابري يسعى للانتقال إلى مكان آخر.
سجل هدفه الأول لصالح فيردر بريمن في 17 سبتمبر 2016 في مباراة الخسارة 4–1 خارج أرضه أمام بوروسيا مونشنغلادباخ.
في موسمه الوحيد مع النادي، خاض 27 مباراة في الدوري وسجل 11 هدفًا بينما احتل فيردر بريمن المركز الثامن في الدوري الألماني.

### بايرن ميونخ

#### هوفنهايم (إعارة)

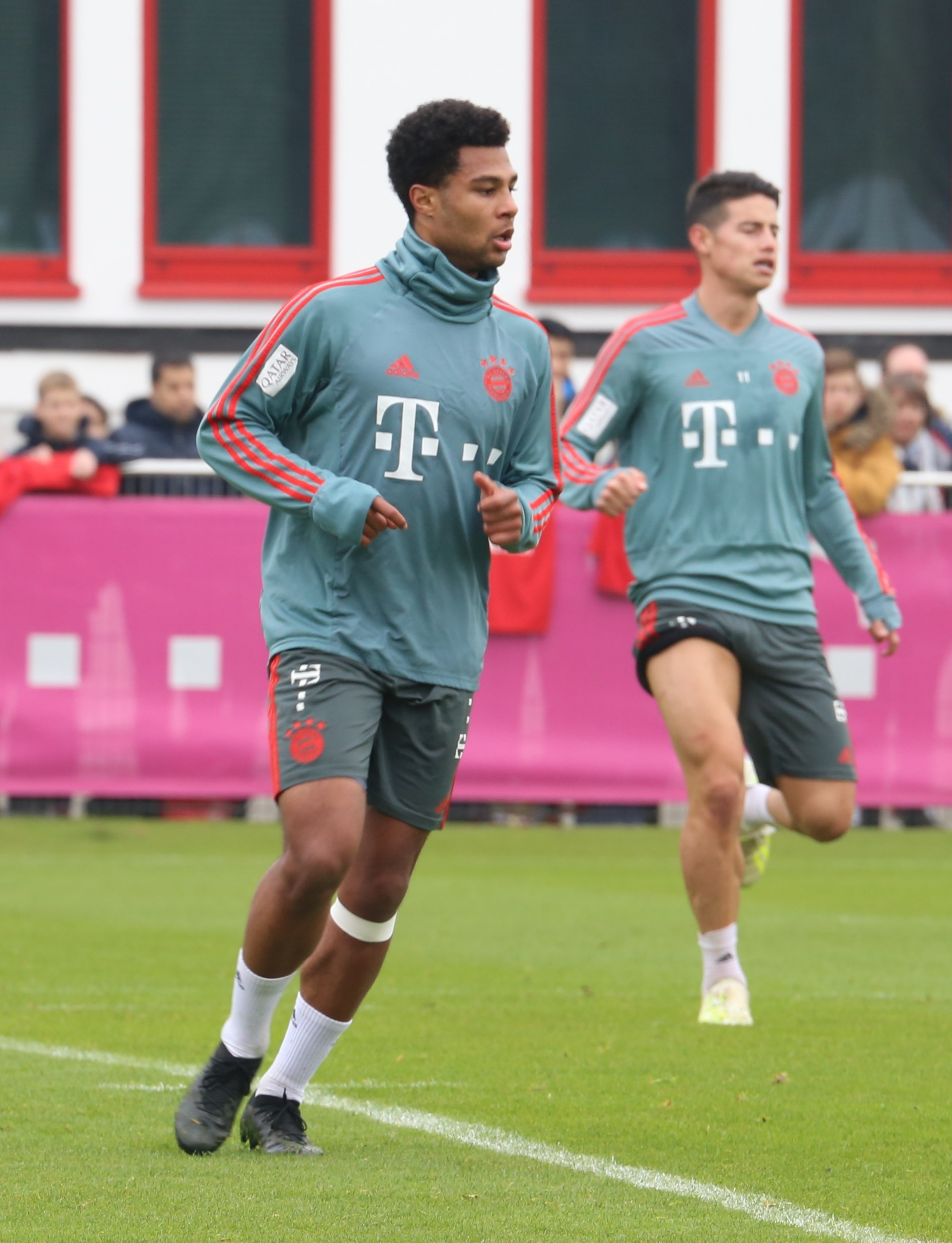
يتدرب جنابري مع بايرن ميونيخ في 2019

في 11 يونيو 2017، أعلن بايرن ميونخ عن توقيعه مع جنابري في صفقة مدتها ثلاث سنوات مقابل 8 ملايين يورو بعد تفعيل بند في عقده مع فيردر بريمن.
في 14 يونيو 2017، أعلن بايرن ميونيخ أن سيرج جنابري سينتقل إلى هوفنهايم على سبيل الإعارة لمدة موسم. كان جنابري يتمنى أن يكتسب هذا الانتقال المزيد من الخبرة. سجل هدفه الأول والثاني بالدوري في الفوز 4–0 على آر بي لايبزيغ. وأحرز 10 أهداف في 22 مباراة خاضها هذا الموسم وساعد هوفنهايم على احتلال المركز الثالث في جدول الدوري وضمن التأهل لدوري أبطال أوروبا الموسم المقبل. أنهى موسم 2017–18 برصيد 10 أهداف في 26 مباراة. كما ظهر في دوري الرابطة الإقليمية الجنوبية الغربية مع الفريق الاحتياطي.

#### موسم 2018–19
في 2 يوليو 2018، تم تقديم جنابري كلاعب في بايرن ميونيخ. حصل جنابري على القميص رقم 22. في 1 سبتمبر، hn; جنابري لأول مرة في الدوري الألماني مع بايرن ميونيخ في الفوز 3–0 على شتوتغارت عندما دخل كبديل في الدقيقة 77. في 3 نوفمبر 2018، سجل جنابري هدفه الأول في الدوري لصالح بايرن ميونيخ في التعادل 1–1 ضد فرايبورغ. في 1 ديسمبر 2018، سجل جنابري هدفين في الفوز 2–1 ضد ناديه السابق فيردر بريمن. في 2 مارس 2019، سجل جنابري هدف بايرن ميونيخ رقم 4000 في الدوري الألماني خلال الفوز 5–1 على بوروسيا مونشنغلادباخ، مما ساعد النادي على أن يصبح أول فريق يحقق هذا الإنجاز.
أنهى جنابري موسم الدوري بكونه ثاني أفضل هدافي البايرن برصيد 10 أهداف في 30 مباراة. فاز جنابري بأول لقب له في الدوري الألماني حيث أنهى فريقه بايرن بفارق نقطتين عن دورتموند برصيد 78 نقطة.

#### موسم 2019–20
في 1 أكتوبر 2019، سجل جنابري أربعة أهداف في الفوز بدوري أبطال أوروبا خارج أرضه بنتيجة 7–2 على توتنهام هوتسبير. في 25 فبراير 2020، سجل ثنائية ضد تشيلسي في ذهاب دور الـ16 من دوري أبطال أوروبا في الفوز 3–0 خارج الأرض. هذا جعله أول لاعب يسجل ستة أهداف خارج أرضه في لندن في نسخة واحدة من دوري أبطال أوروبا. في 14 أغسطس 2020، سجل هدفًا واحدًا في الفوز 8–2 على برشلونة في ربع النهائي. في 19 أغسطس، سجل هدفين في الفوز 3–0 على ليون في الدور نصف النهائي. ليصل إلى هدفه التاسع في تسع مباريات بالمسابقة.

## مسيرته الدولية

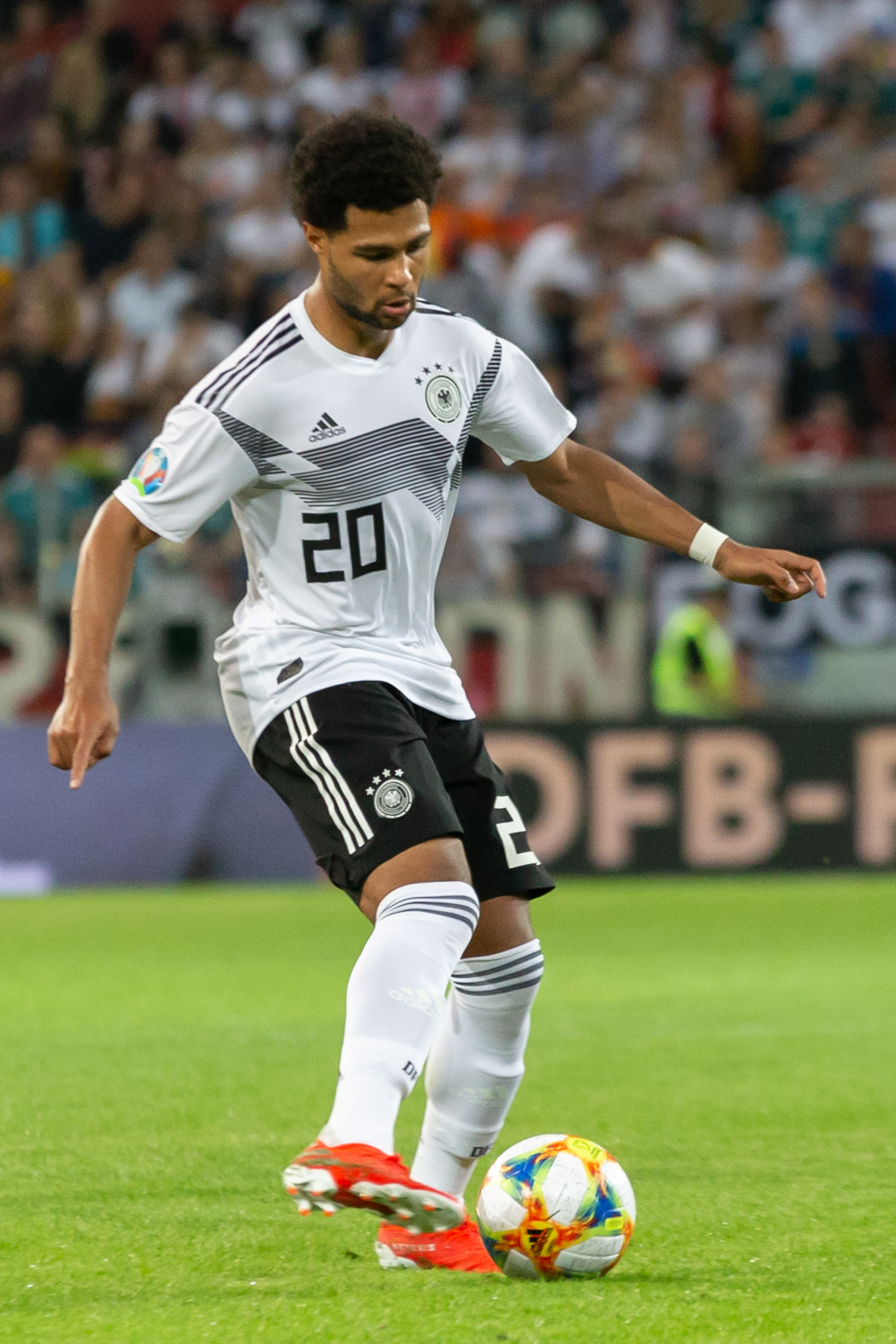
سيرج غنابري مع منتخب ألمانيا

### المنتخب الأول
في 4 نوفمبر 2016، تلقى جنابري أول استدعاء له لمنتخب ألمانيا الأول. بعد سبعة أيام، سجل هاتريك أهداف في أول مشاركة له في تصفيات كأس العالم 2018 ضد سان مارينو في فوز 8–0 خارج الأرض. في 9 أكتوبر 2019، خلال التعادل دولي الودي ضد الأرجنتين 2–2، أصبح جنابري أسرع لاعب يصل إلى 10 أهداف مع منتخبه، حيث فعل ذلك في مباراته الحادية عشر وكسر على الرقم القياسي لميروسلاف كلوزه بمباراتين. في 19 نوفمبر 2019، سجل هاتريك في الفوز 6–1 على أيرلندا الشمالية. كانت هذه هي الثلاثية الثانية له في مسيرته الدولية.

## الإحصائيات

### النادي
آخر تحديث 19 أغسطس 2020.
| النادي                     | الموسم   | الدوري                             | الدوري | الدوري  | الكأس  | الكأس   | أوروبا | أوروبا  | أخرى   | أخرى    | المجموع | المجموع | م.     |
| النادي                     | الموسم   | الدرجة                             | الظهور | الأهداف | الظهور | الأهداف | الظهور | الأهداف | الظهور | الأهداف | الظهور  | الأهداف | م.     |
| -------------------------- | -------- | ---------------------------------- | ------ | ------- | ------ | ------- | ------ | ------- | ------ | ------- | ------- | ------- | ------ |
| أرسنال                     | 2012–13  | الدوري الإنجليزي                   | 1      | 0       | 0      | 0       | 1      | 0       | 2      | 0       | 4       | 0       | [ 15 ] |
| أرسنال                     | 2013–14  | الدوري الإنجليزي                   | 9      | 1       | 2      | 0       | 2      | 0       | 1      | 0       | 14      | 1       | [ 15 ] |
| أرسنال                     | 2014–15  | الدوري الإنجليزي                   | 0      | 0       | 0      | 0       | 0      | 0       | 0      | 0       | 0       | 0       | [ 15 ] |
| أرسنال                     | المجموع  | المجموع                            | 10     | 1       | 2      | 0       | 3      | 0       | 3      | 0       | 18      | 1       | —      |
| وست بروميتش ألبيون (إعارة) | 2015–16  | الدوري الإنجليزي                   | 1      | 0       | 0      | 0       | —      | —       | 2      | 0       | 3       | 0       | [ 15 ] |
| فيردر بريمن                | 2016–17  | الدوري الألماني                    | 27     | 11      | 0      | 0       | —      | —       | —      | —       | 27      | 11      | [ 22 ] |
| هوفنهايم (إعارة)           | 2017–18  | الدوري الألماني                    | 22     | 10      | 1      | 0       | 3      | 0       | —      | —       | 26      | 10      | [ 45 ] |
| هوفنهايم ب (إعارة)         | 2017–18  | الرابطة الإقليمية الجنوبية الغربية | 1      | 0       | —      | —       | —      | —       | —      | —       | 1       | 0       | [ 45 ] |
| بايرن ميونخ                | 2018–19  | الدوري الألماني                    | 30     | 10      | 5      | 3       | 7      | 0       | 0      | 0       | 42      | 13      | [ 15 ] |
| بايرن ميونخ                | 2019–20  | الدوري الألماني                    | 31     | 12      | 5      | 2       | 9      | 9       | 0      | 0       | 45      | 23      | [ 15 ] |
| بايرن ميونخ                | المجموع  | المجموع                            | 61     | 22      | 10     | 5       | 16     | 9       | 0      | 0       | 87      | 36      | —      |
| الإجمالي                   | الإجمالي | الإجمالي                           | 122    | 44      | 13     | 5       | 22     | 9       | 5      | 0       | 162     | 58      | —      |

1. ↑  المباريات في كأس الاتحاد الإنجليزي وكأس ألمانيا
2. 1 2  المباريات في دوري أبطال أوروبا
3. 1 2 3  المباريات في كأس رابطة الأندية الإنجليزية المحترفة
4. ↑  مباراتين في دوري أبطال أوروبا، ومباراة واحدة في الدوري الأوروبي

### المنتخب
آخر تحديث 19 نوفمبر 2019. 
| المنتخب الوطني | العام   | الظهور | الأهداف |
| -------------- | ------- | ------ | ------- |
| ألمانيا        | 2016    | 2      | 3       |
| ألمانيا        | 2018    | 3      | 1       |
| ألمانيا        | 2019    | 8      | 9       |
| المجموع        | المجموع | 13     | 13      |

#### الأهداف الدولية
قائمة الأهداف حسب الأهداف والنتائج مع منتخب ألمانيا الأول.
| #   | التاريخ        | المكان                                 | الخصم            | الهدف | النتيجة | المسابقة                     |
| --- | -------------- | -------------------------------------- | ---------------- | ----- | ------- | ---------------------------- |
| 1.  | 11 نوفمبر 2016 | ملعب سان مارينو، سرافاله، سان مارينو   | سان مارينو       | 2–0   | 8–0     | تصفيات كأس العالم 2018       |
| 2.  | 11 نوفمبر 2016 | ملعب سان مارينو، سرافاله، سان مارينو   | سان مارينو       | 4–0   | 8–0     | تصفيات كأس العالم 2018       |
| 3.  | 11 نوفمبر 2016 | ملعب سان مارينو، سرافاله، سان مارينو   | سان مارينو       | 6–0   | 8–0     | تصفيات كأس العالم 2018       |
| 4.  | 15 نوفمبر 2018 | ريد بول أرينا، لايبزيغ، ألمانيا        | روسيا            | 3–0   | 3–0     | ودية                         |
| 5.  | 24 مارس 2019   | يوهان كرويف أرينا، أمستردام، هولندا    | هولندا           | 2–0   | 3–2     | تصفيات بطولة أمم أوروبا 2020 |
| 6.  | 11 يونيو 2019  | أوبل أرينا، ماينتس، ألمانيا            | إستونيا          | 2–0   | 8–0     | تصفيات بطولة أمم أوروبا 2020 |
| 7.  | 11 يونيو 2019  | أوبل أرينا، ماينتس، ألمانيا            | إستونيا          | 6–0   | 8–0     | تصفيات بطولة أمم أوروبا 2020 |
| 8.  | 6 سبتمبر 2019  | ملعب فولكسبارك، هامبورغ، ألمانيا       | هولندا           | 1–0   | 2–4     | تصفيات بطولة أمم أوروبا 2020 |
| 9.  | 9 سبتمبر 2019  | ويندسور بارك، بلفاست، أيرلندا الشمالية | أيرلندا الشمالية | 2–0   | 2–0     | تصفيات بطولة أمم أوروبا 2020 |
| 10. | 9 أكتوبر 2019  | الملعب الفيستفالي، دورتموند، ألمانيا   | الأرجنتين        | 1–0   | 2–2     | ودية                         |
| 11. | 19 نوفمبر 2019 | كومرتسبانك أرينا، فرانكفورت، ألمانيا   | أيرلندا الشمالية | 1–1   | 6–1     | تصفيات بطولة أمم أوروبا 2020 |
| 12. | 19 نوفمبر 2019 | كومرتسبانك أرينا، فرانكفورت، ألمانيا   | أيرلندا الشمالية | 3–1   | 6–1     | تصفيات بطولة أمم أوروبا 2020 |
| 13. | 19 نوفمبر 2019 | كومرتسبانك أرينا، فرانكفورت، ألمانيا   | أيرلندا الشمالية | 4–1   | 6–1     | تصفيات بطولة أمم أوروبا 2020 |

## الإنجازات

### النادي
بايرن ميونخ
- الدوري الألماني: 2018–19، 2019–20
- كأس ألمانيا: 2018–19، 2019–20
- كأس السوبر الألماني: 2020
- دوري أبطال أوروبا: 2019–20[47]
- كأس السوبر الأوروبي: 2020

### المنتخب
ألمانيا الأولمبية
- الألعاب الأولمبية الميدالية الفضية: 2016[48]

 ألمانيا تحت 21 سنة
- بطولة أمم أوروبا تحت 21 سنة: 2017[49]

### الفردية
- هداف الأولمبياد: 2016 (بالشراكة)[50]
- لاعب الموسم في بايرن ميونخ: 2018–19[51]
- لاعب الشهر في الدوري الألماني: أكتوبر 2019[52]

## وصلات خارجية
- سيرج غنابري على موقع الاتحاد الدولي (مؤرشف)  (الإنجليزية)
- سيرج غنابري على موقع الاتحاد الأوربي (الإنجليزية)
- سيرج غنابري على موقع إي إس بي إن إف سي (الإنجليزية)
- سيرج غنابري على موقع قاعدة بيانات كرة القدم.إي يو (الإنجليزية)
- سيرج غنابري على موقع ليكيب (الفرنسية)
- سيرج غنابري على موقع ناشيونال فوتبول تيمز (الإنجليزية)
- سيرج غنابري على موقع Soccerbase.com (لاعب) (الإنجليزية)
- سيرج غنابري على موقع Soccerway.com (الإنجليزية)
- سيرج غنابري على موقع عالم كرة القدم.نت (الإنجليزية)
- سيرج غنابري على موقع كووورة